# Souterrain (hoorspel)
Souterrain is een hoorspel van Ankie Peypers. De NCRV zond het uit op zondag 14 januari 1973. De regisseur was Wim Paauw. De uitzending duurde 38 minuten.

## Rolbezetting
- Hein Boele (J.S., een jonge toneelschrijver)
- Corry van der Linden (Janet, zijn vrouw)
- Hans Veerman (O.S., hun vriend)
- Bob Verstraete (een man)

## Inhoud
In dit spel is een jonge toneelschrijver op zoek naar de werkelijkheid. Hij probeert er achter te komen door er over te schrijven. “De werkelijkheid, dat is een onstilbare, veerkrachtige vervalsing. Niet onder te krijgen.” Hij probeert zijn werkelijkheid te vergelijken met de werkelijkheid van zijn vrouw Janet en zijn vriend. Gemeenschappelijke herinneringen moeten werkelijk zijn. Hij poogt aan de hand van zijn gegevens een stuk te schrijven en begint consequent: “Alle personen die in dit stuk voorkomen, zijn even werkelijk als de werkelijkheid.” Maar na verloop van tijd weet hij zelf niet meer wat hij met “werkelijkheid” bedoelt. Ieder mens heeft immers zijn eigen werkelijkheid, afhankelijk van zijn verleden en zijn houding ten opzichte van dat verleden…